# Carlos Luis Geromini
Carlos Luis Geromini (ur. 16 lipca 1906 w Tegucigalpa, zm. 8 marca 1972) – honduraski duchowny katolicki, biskup diecezjalny Santa Rosa de Copán 1952-1958 i biskup tytularny Zabi 1958-1972.

## Życiorys
Święcenia kapłańskie otrzymał 14 czerwca 1930.
20 kwietnia 1952 papież Pius XII mianował go biskupem diecezjalnym Santa Rosa de Copán. 8 czerwca 1952 z rąk arcybiskupa Antonio Taffiniego przyjął sakrę biskupią. 23 maja 1958 zrezygnował z zajmowanej funkcji i został mianowany biskupem tytularnym Zabi.
Zmarł 8 marca 1972.